# Георги Георгиев (кмет на Борово)
Вижте пояснителната страница за други личности с името Георги Георгиев.
Георги Любенов Георгиев е български политик от БСП, кмет на община Борово в периода 2011 – 2015 г.

## Биография
Георги Георгиев е роден на 19 декември 1976 година в град Русе, България. Завърва професионална гимназия в град Две могили. Следва социални дейности и финанси във ВТУ „Св. св. Кирил и Методий“, а по-късно право в Русенския университет „Ангел Кънчев“.
Георги Георгиев е работил две години като социален работник в Община Борово. Бивш директор е на Общинско предприятие „Горски фонд и чистота“ (2006 – 2011).

### Политическа кариера
Член е на БСП от 2004 г. Участва в екипа на кандидата за кмет на Община Борово – Евгени Алексиев през 2003 г. От 2008 г. е председател на Общинския съвет на БСП. През 2009 г. е кандидат за народен представител от 19-ия многомандатен Русенски район. На местните избори през 2011 година е избран за кмет. 